# Лившиц, Давид Яковлевич
Дави́д Я́ковлевич Ли́вшиц (27 октября 1928, Рубежное — 22 августа 2016, Беэр-Шева) — русский советский и израильский детский писатель, поэт и прозаик, журналист. Заслуженный работник культуры РСФСР (1986).

## Биография
Детство прошло на Кавказе, в Северной Осетии, в Орджоникидзе.
В 1942—1992 годах жил на Урале. В 1952 году окончил Уральский государственный университет (Свердловск), факультет журналистики.

## Творческая деятельность
Работал в редакциях газет и на телевидении. Был заместителем главного редактора журналов «Урал» и «Уральский следопыт». Член Союза журналистов России и Союза писателей Израиля.
В Израиле — с 1992 года. Жил в Беэр-Шеве.